# Obina
Manoel de Brito Filho (Obina), né le 31 janvier 1983 à Vera Cruz, est un ancien footballeur brésilien qui jouait au poste d'attaquant. 

## Biographie
En 2004, il remporte le championnat de Bahia avec Vitoria. En 2006, il remporte la Coupe du Brésil, avec Flamengo puis dispute la saison suivant la Copa Libertadores. En 2007, il remporte le championnat carioca. Il a disputé plus de 100 matches avec Flamengo.

## Palmarès
- Coupe du Brésil :
  - Vainqueur : 2006.
- Championnat de Bahia :
  - Vainqueur : 2004.
- Championnat de Rio de Janeiro :
  - Vainqueur : 2007, 2008, 2009.
- Coupe Guanabara :
  - Vainqueur : 2007, 2008.
- Coupe Rio :
  - Vainqueur : 2009.